# Prix Kleist
Pour les articles homonymes, voir Kleist.

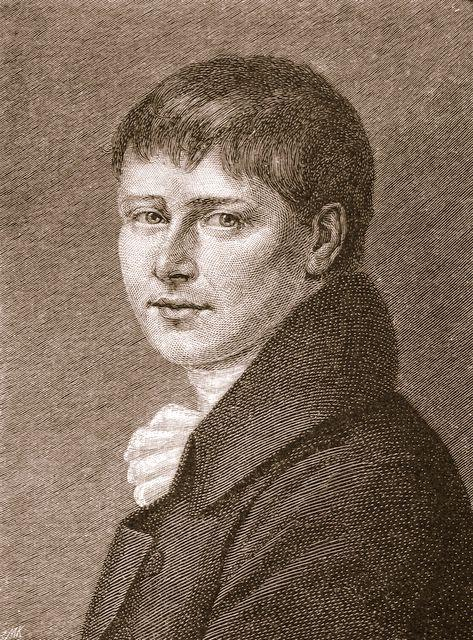
Heinrich von Kleist

Le prix Kleist est un prix littéraire allemand décerné depuis 1912, à l'occasion du 100e anniversaire de la mort de Heinrich von Kleist. Il était le prix de ce genre le plus important sous la République de Weimar, mais disparut en 1933 et l'avènement de l'Allemagne nazie, pour réapparaître un demi-siècle plus tard, en 1985, délivré de manière bisannuelle entre 1994 et 2000. Le lauréat se voit offrir la somme de 20 000 euros en plus du prix.

## Première époque
Ce prix a été attribué pour la première fois en 1912 à l'occasion du 101e anniversaire de la mort de Heinrich von Kleist à l’initiative de Fritz Engel (de) (1867–1935), rédacteur du Berliner Tageblatt, par l’intermédiaire de la Kleist-Stiftung. Le but de cette fondation était celui-ci :
« Rendre hommage à des poètes de langue allemande, hommes ou femmes, pleins d'avenir mais peu fortunés »
59 personnalités connues de l'espace linguistique allemand, y compris Otto Brahm, Richard Dehmel, Fritz Engel, Maximilian Harden, Hugo von Hofmannsthal, Fritz Mauthner, Walter Rathenau, Max Reinhardt, Arthur Schnitzler, Hermann Sudermann, Theodor Wolff avaient signé l'appel pour cette fondation.
Avant même la première attribution, et à l’initiative de Richard Dehmel, il fut précisé statutairement par le conseil artistique de l'institution qu’on ne déciderait pas à la majorité des voix : la décision finale devait au contraire être confiée [...] pour un an exclusivement à une seule personne à laquelle on ferait confiance. La raison en était que le prix Kleist devait récompenser des talents nouveaux et sortant des sentiers battus. Des majorités se décideraient en faveur d’un talent moyen, convenant à tout le monde. Seule une personne isolée pouvait soutenir sans arrière-pensée ce qui sortirait de l’ordinaire.
Ce prix Kleist était la distinction littéraire la plus importante sous la République de Weimar. La fondation fut dissoute en 1933/1934 dans des circonstances mal éclaircies.

## Un prix ressuscité
En 1985, lors de la réunion annuelle de la Société Heinrich von Kleist (Heinrich-von-Kleist-Gesellschaft) fondée en 1960, il a été décidé d’attribuer à nouveau le prix. Comme auparavant, c’est une personne à qui les autres feront confiance qui choisira chaque année le lauréat. Entre 1994 et 2000 le prix ne fut décerné que tous les deux ans avant de redevenir annuel. Il est accompagné d’une somme de 20 000 euros, fournie par la Fondation culturelle de la Deutsche Bank et par le groupe d'édition Georg von Holtzbrinck.

## Liste des lauréats
Source

### 1912-1999
- 1912 : Hermann Burte et Reinhard Sorge
- 1913 : Hermann Essig et Oskar Loerke
- 1914 : Fritz von Unruh et Hermann Essig
- 1915 : Robert Michel et Arnold Zweig
- 1916 : Agnes Miegel et Heinrich Lersch
- 1917 : Walter Hasenclever
- 1918 : Leonhard Frank et Paul Zech
- 1919 : Dietzenschmidt  et Kurt Heynicke
- 1920 : Hans Henny Jahnn
- 1921 : Paul Gurk
- 1922 : Bertolt Brecht
- 1923 : Wilhelm Lehmann et Robert Musil
- 1924 : Ernst Barlach
- 1925 : Carl Zuckmayer
- 1926 : Alexander Lernet-Holenia et Alfred Neumann (Rahel Sanzara refuse son prix)
- 1927 : Gerhard Menzel et Hans Meisel
- 1928 : Anna Seghers
- 1929 : Alfred Brust et Eduard Reinacher
- 1930 : Reinhard Goering
- 1931 : Ödön von Horváth et Erik Reger
- 1932 : Richard Billinger et Else Lasker-Schüler

- 1985 : Alexander Kluge
- 1986 : Diana Kempff
- 1987 : Thomas Brasch
- 1988 : Ulrich Horstmann
- 1989 : Ernst Augustin
- 1990 : Heiner Müller
- 1991 : Gaston Salvatore
- 1992 : Monika Maron
- 1993 : Ernst Jandl
- 1994 : Herta Müller
- 1996 : Hans Joachim Schädlich
- 1998 : Dirk von Petersdorff

### 2000-2024
- 2000 : Barbara Honigmann

- 2001 : Judith Hermann
- 2002 : Martin Mosebach
- 2003 : Albert Ostermaier
- 2004 : Emine Sevgi Özdamar
- 2005 : Gert Jonke
- 2006 : Daniel Kehlmann
- 2007 : Wilhelm Genazino
- 2008 : Max Goldt
- 2009 : Arnold Stadler (déterminé par Péter Esterházy)
- 2010 : Ferdinand von Schirach
- 2011 : Sibylle Lewitscharoff
- 2012 : Navid Kermani
- 2013 : Katja Lange-Müller
- 2014 : Marcel Beyer
- 2015 : Monika Rinck
- 2016 : Yōko Tawada
- 2017 : Ralf Rothmann
- 2018 : Christoph Ransmayr[3]
- 2019 : Ilma Rakusa
- 2020 : Clemens J. Setz
- 2022 : Esther Kinsky

- 2023 : Thomas Kunst[4]
- 2024 : Sasha Salzmann[5]